# Li Zongren
Li Zongren o Li Tsung-jen (李宗仁S, Lǐ ZōngrénP; Xixiang, 13 agosto 1890 – Pechino, 30 gennaio 1969) è stato un generale e politico cinese, esponente della nuova cricca del Guangxi e importante comandante militare del Kuomintang.
Dopo una lunga carriera militare, Li venne eletto vicepresidente della Repubblica di Cina nel 1948 e divenne l'anno seguente anche presidente ad interim. Emigrò negli Stati Uniti nel dicembre del 1949, deluso dalla politica di Chiang Kai-shek. Nel 1965 si trasferì nella Repubblica Popolare Cinese, dove morì nel 1969.

## Biografia

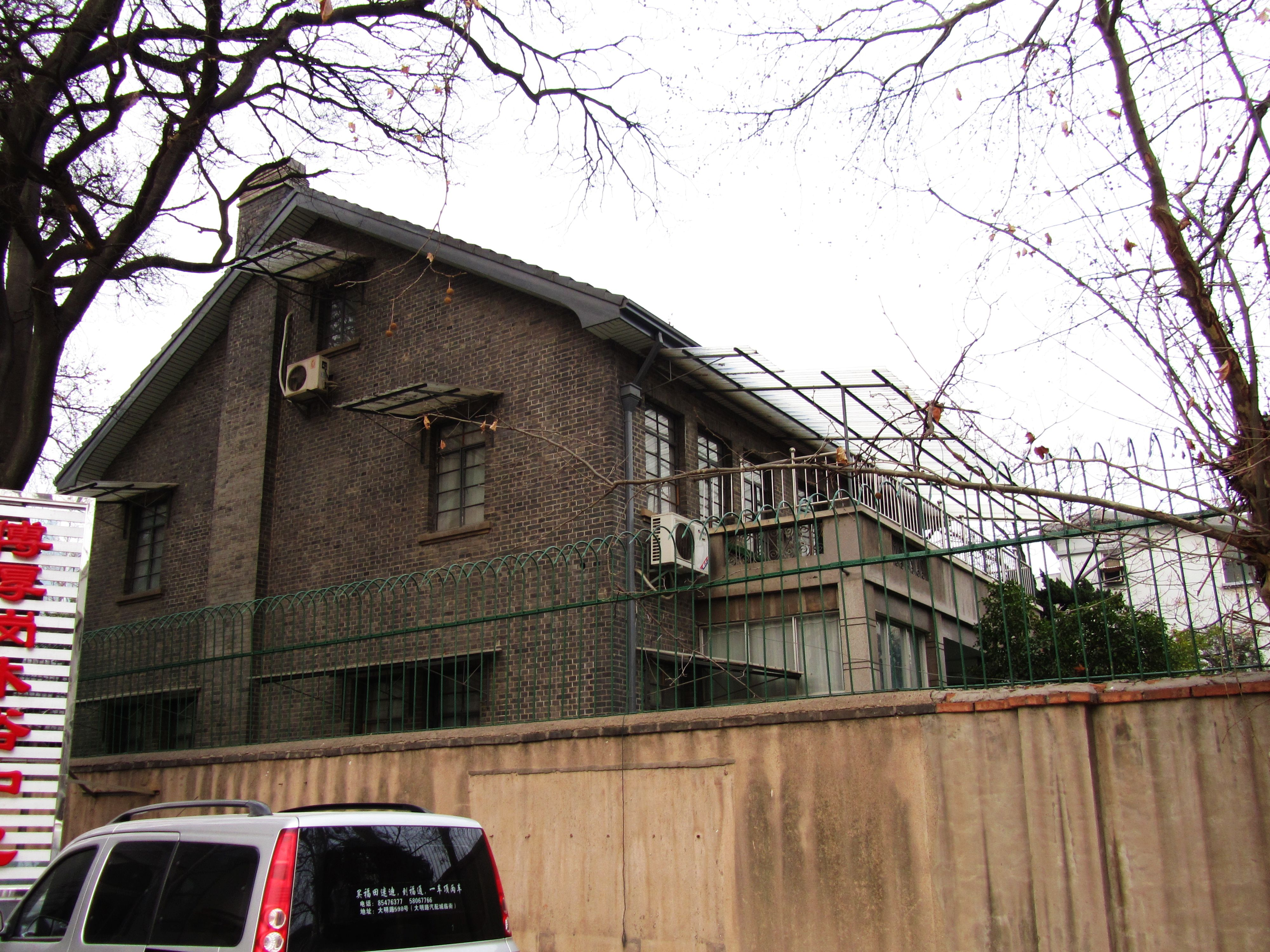
L'antica residenza di Li Zongren a Nanchino

Li Zongren nacque nel villaggio di Xixiang vicino Guilin nel Guangxi nel 1890. Era il secondo di cinque figli. Suo padre, Li Peiying, era un maestro del villaggio. Dopo un'istruzione frammentaria, Li si iscrisse a una scuola militare provinciale. Si unì al Tongmenghui, il movimento rivoluzionario di Sun Yat-sen nel 1910 ma a quel tempo aveva poca comprensione dei più ampi obiettivi di riforma e unificazione nazionale di Sun.

### Primo servizio militare
Istruito sotto Cai E, signore della guerra dello Yunnan, Li si laureò alla Scuola di addestramento militare di Guilin e nel 1916 divenne il comandante di un plotone dell'esercito del signore della guerra del Guangxi Lu Rongting. Il diretto superiore di Li era Lin Hu. Lu e i suoi più stretti collaboratori furono noti collettivamente come la Vecchia cricca del Guangxi. Durante una battaglia contro un signore della guerra rivale nello Hunan nel 1918 il coraggio di Li gli valse una promozione a comandante di battaglione.
Nel 1921 Li accompagnò Lin Hu e Lu Rongting nella seconda invasione di Lu del Guangdong, attaccando le forze sotto il comando di Chen Jiongming. Quando l'invasione subì una disastrosa sconfitta le forze di Lin e Lu si dispersero mentre Li guidò la retroguardia delle forze della cricca rimanenti.

### Ascesa al potere
Dopo la sconfitta di Lu, il caos dilagò nel Guangxi e allora Li prese il controllo della situazione: organizzò una nuova forza militare di soldati professionisti della regione e nel 1923 entrò nel Kuomintang, il partito nazionalista di Sun Yat-sen dopo che aveva stabilito una base nel Guangdong.
L'instabilità comunque rimaneva e dopo essere fuggito temporaneamente nell'Indocina francese Li fu riconosciuto da Sun insieme ai suoi vecchi compagni di scuola militare e amici Huang Shaohong e Bai Chongxi come autorità governativa della provincia. Da questa alleanza nacque la Nuova cricca del Guangxi. Li fu governatore militare della provincia dal 1924 al 1925 e dal 1925 al 1949 rimase sotto la sua influenza.

### Generale del Kuomintang
Nel 1926 Li acconsentì che le sue truppe si unissero alle forze del Kuomintang ma mantenne su di sé il comando. Il generale partecipò alla spedizione del Nord, guidata dal Kuomintang contro i signori della guerra per unificare il governo della Repubblica di Cina. Nel 1927 combatté nello Hunan contro il signore rivale Wu Peifu, che sconfisse dopo due successive battaglie, e le sue truppe conquistarono la capitale Wuhan. La popolarità di Li crebbe enormemente durante la spedizione e le sue truppe si valsero l'appellativo di "Esercito d'acciaio". Quando Wang Jingwei, formò un governo con l'ala sinistra del Kuomintang a Wuhan l'agente sovietico dell'Internazionale Comunista (Comintern) Michail Borodin gli propose di unirsi ai comunisti ma lui rimase fedele a Chiang Kai-shek e rifiutò. Contro il consiglio dei suoi consiglieri sovietici Li riprese con la guerra contro Sun Chuanfang, un potente signore della guerra capo della "Lega delle cinque province" (Zhejiang, Fujian, Jiangsu, Anhui e Jiangxi) che riuscì a sconfiggere dopo tre battaglie, assicurando così i suoi territori al Kuomintang.
Dopo la vittoria contro Sun Chuanfang, Li si era creato una fama di anticomunista con un atteggiamento ostile verso il Comintern ma nonostante questo non partecipò ai grandi massacri anticomunisti del 1927 al contrario dell'amico Bai Chongxi. Chiang iniziò allora a sospettare di lui.
Nell'aprile del 1928 con Bai guidò il gruppo della Quarta Armata che avanzava su Pechino, catturando Handan, Baoding e Shijiazhuang il 1º giugno. Zhang Zuolin si ritirò da Pechino il 3 giugno e allora l'esercito di Li conquistò la città e Tientsin.
Dopo la caduta del governo di Wang Jingwei a Wuhan e l'espulsione di tutti i consiglieri sovietici dai territori del Kuomintang, fu ordinato a Li di amministrare i nuovi territori conquistati a Wuhan. Nel gennaio del 1929 tuttavia Li si dimise dall'incarico voluto dal governo di Nanchino al comitato provinciale dello Hunan e per evitare ripercussioni riparò alle concessioni estere a Shanghai. Chiang Kai-shek ordinò quindi che Li e tutti i suoi più stretti subordinati fossero privati di tutti i loro incarichi all'interno del governo ed espulsi per sempre dal partito.
Da questo punto in poi nacque l'acuta rivalità (e odio) tra Li e Chiang che durò per tutto il resto del tempo.

### Ritorno nel Guangxi
Li tornò con le sue forze nel Guangxi, ormai ostile a Chiang e al governo di Nanchino. L'anno seguente iniziò la guerra delle Pianure centrali, una guerra guidata dai signori della guerra e alti ufficiali del Kuomintang ribellatisi alla dittatura del Generalissimo.
Li formò una coalizione contro Chiang insieme a Wang Jingwei, Yan Xishan e Feng Yuxiang. Il suo esercito conquistò Yueyang ma fu alla fine ricacciato. Dopo la sconfitta delle sue truppe e la resa dei suoi alleati Li si ritirò nel Guangxi con i suoi uomini e strinse un'alleanza con Chen Jitang, capo del governo rivale del Guangdong.
L'Invasione giapponese della Manciuria nel 1931 vide un riavvicinamento delle fazioni rivali. Tuttavia durante l'Incidente del Liangguang nel 1936 Li non esitò a prepararsi per una guerra aperta contro Chiang per impedirgli di prendere il controllo nella sua provincia.

### Seconda guerra sino-giapponese

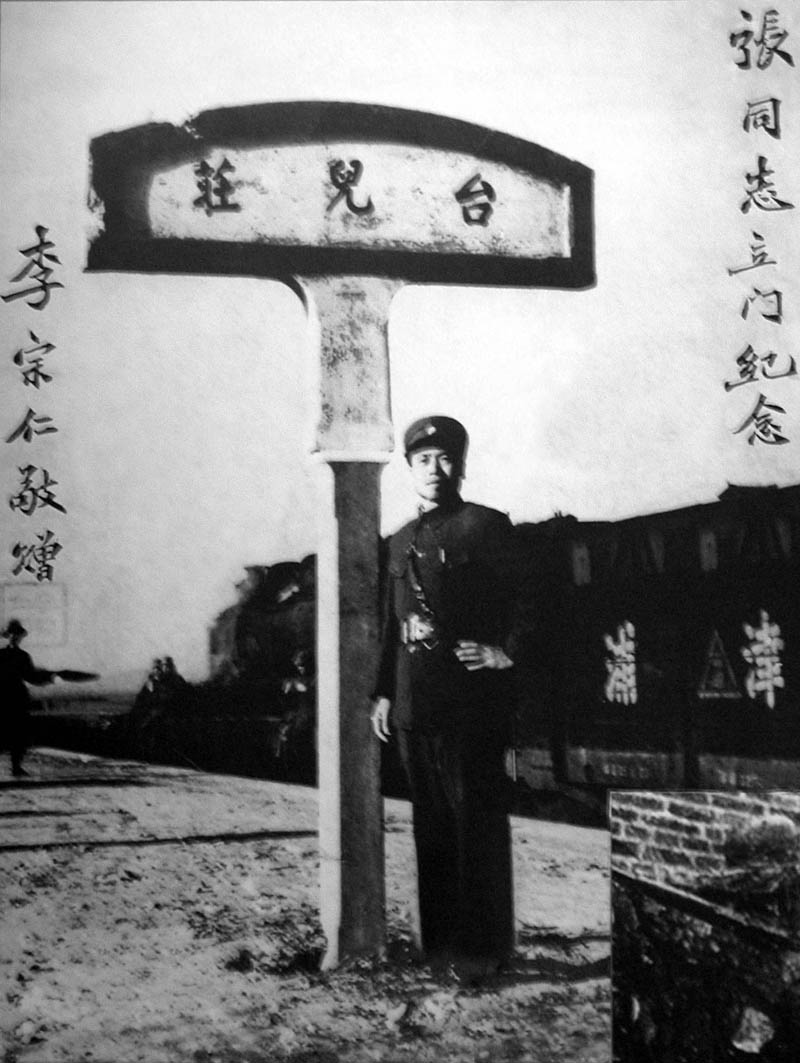
Li Zongren a Taierzhuang posa dopo la vittoriosa battaglia

Nel 1937 iniziò la guerra su vasta scala tra Cina e Giappone, ovvero la seconda guerra sino-giapponese.
Li prese parte a numerose battaglie contro i giapponesi. La sua prima azione arrivò nella battaglia di Taierzhuang nel 1938 e in questa occasione il politico comunista Zhou Enlai riconobbe Li come il più capace dei generali nazionalisti e tentò di usare la sua influenza anche per nominarlo comandante generale.
La battaglia di Taierzhuang ebbe un'eco incredibile sul morale cinese. La difesa della città fu una delle prime vittorie contro i giapponesi e la dimostrazione che gli eserciti cinesi non erano affatto impreparati e potevano resistere. Li partecipò anche alla battaglia di Xuzhou, alla battaglia di Wuhan, alla battaglia di Suixian-Zaoyang, all'offensiva invernale del 1939-1940, alla battaglia di Zaoyang-Yichang e all'operazione Hubei centrale.
Dal 1943 al 1945 fu nominato direttore del quartier generale di Chiang. Questo fu un ritiro indesiderato dal comando attivo dopo i suoi precedenti successi. Li trascorse gli ultimi anni della guerra brontolando per la sua inattività forzata.

### Guerra civile cinese

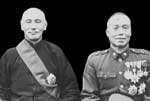
Li Zongren (a destra) e Chiang Kai-shek

Dopo la fine del conflitto contro i giapponesi riprese, l'anno seguente, la guerra civile tra nazionalisti e comunisti.
Li divenne direttore del quartier generale del campo di Peiping dal 1945 al 1947 ma si trattava di un posto privo di poteri effettivi e il generale fu estromesso dal comando nella prima parte della guerra.
Il 28 aprile 1948 cinque giorni dopo l'elezione formale di Chiang a presidente della Repubblica di Cina Li tornò sulla scena candidandosi a vicepresidente e venendo eletto dall'Assemblea dei vicepresidenti della Repubblica di Cina, contro la volontà di Chiang che aveva sostenuto il fedele Sun Fo, il figlio di Sun Yat-sen.
Chiang si dimise dal suo incarico il 21 gennaio 1949 di fronte alla vittoria comunista e Li assunse la presidenza. Il generale tentò innanzitutto di negoziare con i comunisti contro il parere della fazione di Chiang e di molti nel Kuomintang che vedevano in questo degli "attacchi pacifisti".
Le proposte di Li erano le seguenti:
- "Comandi di pacificazione del bandito" per essere controllati da ufficiali militari
- Gli ordini troppo rigidi devono essere più indulgenti
- Eliminare le unità speciali di comando anti-comuniste
- Rilasciare i prigionieri politici
- Consentire la libertà di stampa
- Eliminare la crudeltà insolita nella punizione
- Eliminare l'arresto di civili senza adeguate ragioni

Le trattative fallirono e i comunisti lasciarono il tavolo dei negoziati il 20 aprile. Le loro truppe attraversarono il fiume Yangtze il giorno successivo e presero Nanchino il 23. Li trasferì il governo a Canton e cercò di organizzare la difesa. Nel novembre dello stesso anno Canton cadde a sua volta ma Chiang aveva trasferito velocemente il governo a Chongqing in ottobre.

### Negli Stati Uniti
Li, malato, si arrese di fatto e volò a New York per essere curato della sua malattia di duodeno cronica all'Ospedale della Columbia University. In qualità di presidente della Repubblica di Cina incontrò il presidente Harry S. Truman e da lui denunciò Chiang come "dittatore" e "usurpatore" e promise che sarebbe "tornato a schiacciare" i movimenti di Chiang una volta tornato in Cina. Li rimase negli Stati Uniti in temporaneo volontario semi-esilio.
Nel frattempo il Generalissimo lo privò di ogni potere. Li era ancora presidente sulla carta della vecchia Repubblica di Cina quando ormai la Cina continentale era andata persa ai comunisti che proclamarono il 1º ottobre la Repubblica Popolare Cinese. A dicembre cadde anche Chongqing e per questo Chiang fu costretto a spostare il governo nazionalista a Taipei sull'Isola di Formosa (Taiwan), l'ultimo baluardo contro l'avanzata comunista.
Nel marzo 1950 Chiang riprese formalmente la sua posizione di presidente mentre Li divenne di nuovo vicepresidente. Nel gennaio del 1952 Chiang ordinò di impiccare Li per il "Caso del fallimento di Li Zongren di svolgere doveri a causa della condotta illegale". Nel 1954 dall'Assemblea nazionale lo sollevò ufficialmente dalla carica di vicepresidente.

### Ritorno nella Cina continentale

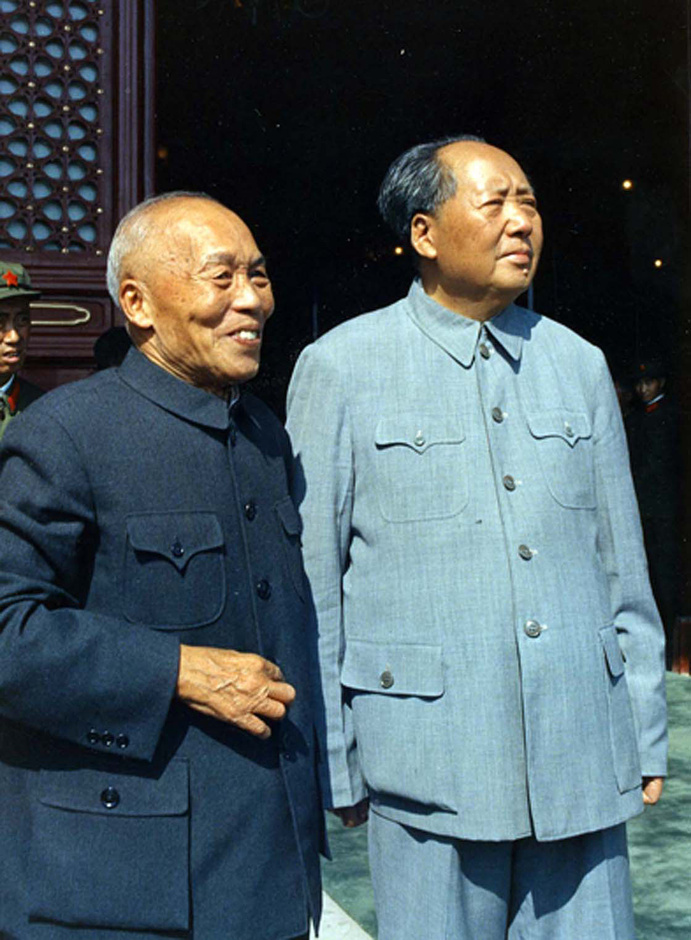
Li Zongren e Mao Zedong il 1º ottobre 1966 a via Tienanmen a Pechino

Li restò in esilio 15 anni fino a quando, nel 1965, tornò nella Cina continentale attraverso la Svizzera. Il suo ritorno fu annunciato trionfalmente dalla propaganda comunista cinese mentre a Taiwan fu demonizzato per altissimo tradimento.
Si trasferì a Pechino dove godette della protezione di Zhou Enlai e annunciò il suo sostegno alla Repubblica Popolare senza riprendere funzioni politiche. Il 26 settembre in una conferenza stampa difese l'operato del governo di Mao Zedong e invitò gli altri membri del Kuomintang a tornare in Cina, indipendentemente dalla loro affiliazione politica. Li morì di cancro duodenale a Pechino a 78 anni, nel periodo più buio della Rivoluzione culturale.

## Vita personale
Nel corso della sua carriera Li si guadagnò la reputazione di ardente militarista e si confermò anti-intellettuale, ma con un forte senso di integrità. Era noto per non amare la musica. Come molti leader cinesi negli anni 1930, Li era un tempo ammiratore del fascismo europeo, vedendolo come una soluzione ai problemi di una nazione un tempo orgogliosa umiliata dal dissenso interno e dalla debolezza esterna. I suoi atteggiamenti etici erano attirati consapevolmente dal confucianesimo. Dopo la sua prima rottura con Chiang Kai-shek nel 1929, Li si esprimeva spesso in termini di patriottismo frustrato. Li era un ammiratore dello storico britannico Edward Gibbon (1737-1794) e della sua monumentale opera storica, Storia della decadenza e caduta dell'Impero romano.
Li e il suo stretto amico e compare, il generale musulmano Bai Chongxi, erano potenti partner in politica e affari militari. Una volta ricevettero il soprannome di Li Bai (李白), in onore del famoso poeta.
Li aveva sposato Li Xiuwen (李秀文) a venti anni in un matrimonio combinato, ma si separarono poco dopo. Li Zongren e Li Xiuwen avevano un figlio, Li Youlin (李幼 鄰). Nel 1924, Li sposò Guo Dejie (郭德潔), che morì di cancro al seno poco dopo essere tornato con Li a Pechino. Li e Guo avevano un figlio: Li Zhisheng (李志 聖). Li si risposò quindi con Hu Yousong (胡友松), 48 anni più giovane di Li, e con la figlia dell'attrice Hu Die. Hu cambiò il suo nome in Wang Xi (王曦) dopo la morte di Li, e si risposò.
Il nipote Alan Lee (李 倫) di Li Zongren gestisce una scuola di Kung Fu a New York dal 1967. Una serie di spade Samurai e pugnali del periodo Edo data a Li Zongren come "dono di tregua tra nemici che sono ora amici" da Seishiro Itagaki o Rensuke Isogai furono concessi ad Alan Lee come parte dell'eredità di famiglia.
Li co-scrisse Memorie di Li Zongren con lo storico Tong Tekong. Il libro di memorie di Li è noto per le sue critiche veementi a Chiang Kai-shek e per la sua analisi del fallimento strategico del Giappone nella conquista della Cina. Un resoconto più dettagliato della vita di Li è rappresentato nella biografia meno popolare My Trusted Aide (Wode Gugong), scritta dal lontano parente di Li Namgo Chai.